# GEVA
Le GEVA, Guide d'EVAluation des besoins de compensation de la personne handicapée est en France l’outil prévu par l’article L.146-8 du Code de l'action sociale et des familles : « Une équipe pluridisciplinaire évalue les besoins de compensation de la personne handicapée et son incapacité permanente sur la base de son projet de vie et de références définies par voie réglementaire et propose un plan personnalisé de compensation du handicap (…) ».

## Présentation
Le Guide d'EVAluation des besoins de compensation des personnes handicapées (GEVA) a été mis en place en mai 2008 à la suite de la loi du 11 février 2005 pour l'égalité des droits et des chances, la participation et la citoyenneté des personnes handicapées. 
Le GEVA est défini par le décret n° 2008-110 du 6 février 2008 et l’arrêté du 6 février 2008 paru au Journal officiel du 6 mai 2008.
Le GEVA a pour but d'évaluer les besoins de personnes handicapées afin de leur donner des réponses appropriées. Il permet de rassembler tous les éléments nécessaires pour déterminer les besoins de compensation d'une personne handicapée et d'adapter à cette demande les différents critères d'accès aux droits et prestations définis dans les textes réglementaires.
Ce guide est étudié par les Maisons Départementales des Personnes Handicapées (MDPH) qui sont chargées de traiter les demandes puis est transmis à la Commission des Droits et de l'Autonomie des Personnes Handicapées (CDAPH).

## Contenu
Le GEVA comporte onze chapitres, numérotés de I à XI.
Le GEVA est conçu pour faciliter l’analyse de la situation par les évaluateurs des Maisons Départementales des Personnes Handicapées (MDPH) dans l’ensemble des dimensions pertinentes pour une personne donnée. C’est l’équipe pluridisciplinaire qui détermine les volets correspondant aux dimensions à approfondir en fonction de chaque situation.
- Chapitre I : Projet de vie : identification et projets de vie, souhaits et/ou projets de la personne. La personne y décrit ses aspirations, sa propre analyse de ses besoins, ses souhaits...
- Chapitre II : Situation familiale, sociale et budgétaire : situations familiale et sociale, ressources et fonction élective et participative à des instances (uniquement si la personne occupe ces fonctions)
- Chapitre III : Habitat : logement, environnements posant des problèmes d'accessibilité à la personne, véhicule personnel ou familial
- Chapitre IV : Cadre de vie et transport
- Chapitre V : Parcours de formation : définition du mode de scolarisation, modalités de scolarisation, évaluation de la scolarité, projet de scolarisation ou d'études supérieures, synthèse du point de vue des professionnels, parcours scolaire et évaluation des compétences
- Chapitre VI : Parcours professionnel : bilan de la scolarisation et/ou formation initiale, parcours professionnel, évaluation professionnelle
- Chapitre VII : Éléments médicaux : pathologie(s) à l'origine du handicap, antécédents médicaux et chirurgicaux, histoire de la maladie, description clinique, récapitulatif des déficiences, prise en charge, contraintes
- Chapitre VIII : Éléments psychologiques : bilan psychologique apprécié selon la situation ou le handicap de la personne
- Chapitre IX : Activités, capacités fonctionnelles : définition et cotation de la capacité fonctionnelle, réalisation effective des activités, facilitateurs et obstacles
- Chapitre X : Aides déjà mises en œuvre : intervention de l'entourage et des professionnels, précisions sur l'articulation entre les aidants professionnels et les aidants familiaux, précision sur des litiges en cours concernant les aides mises en œuvre
- Chapitre XI : Synthèse de l'évaluation : points saillants à porter à la connaissance de la CDAPH, échanges avec les personnes handicapées à propos de l'évaluation, éléments relatifs aux critères d'éligibilité et permettant à la CDAPH de se prononcer, mise en évidence des besoins de compensation.

## Procédures
Le GEVA est disponible dans les MDPH ou sur internet. Une fois rempli, le guide doit être déposé à la MDPH dont la personne handicapée dépend. Une équipe pluridisciplinaire se charge de recueillir les éléments d'évaluation permettant de définir et de décrire les besoins de compensation des personnes handicapées de façon appropriée, équitable, avec un langage commun et en interdisciplinarité. Cette équipe rédige une synthèse de l'évaluation qu'elle transmet ensuite à la CDAPH. Enfin, la CDAPH s'appuie sur tous les éléments présents dans la synthèse pour rendre sa décision.